# Bure (Svizzera)
Bure (toponimo francese; in tedesco Burnen, desueto) è un comune svizzero di 659 abitanti del Canton Giura, nel distretto di Porrentruy.

## Monumenti e luoghi d'interesse

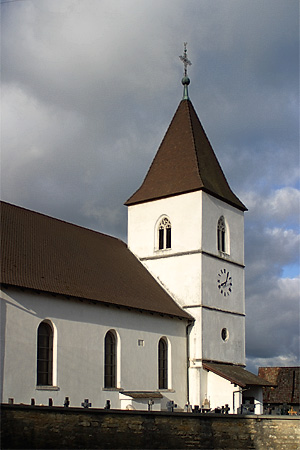
La chiesa di Sant'Armando

- Chiesa cattolica di Sant'Armando, eretta nel 1454[1].

## Società

### Evoluzione demografica
L'evoluzione demografica è riportata nella seguente tabella:
Abitanti censiti

## Infrastrutture e trasporti

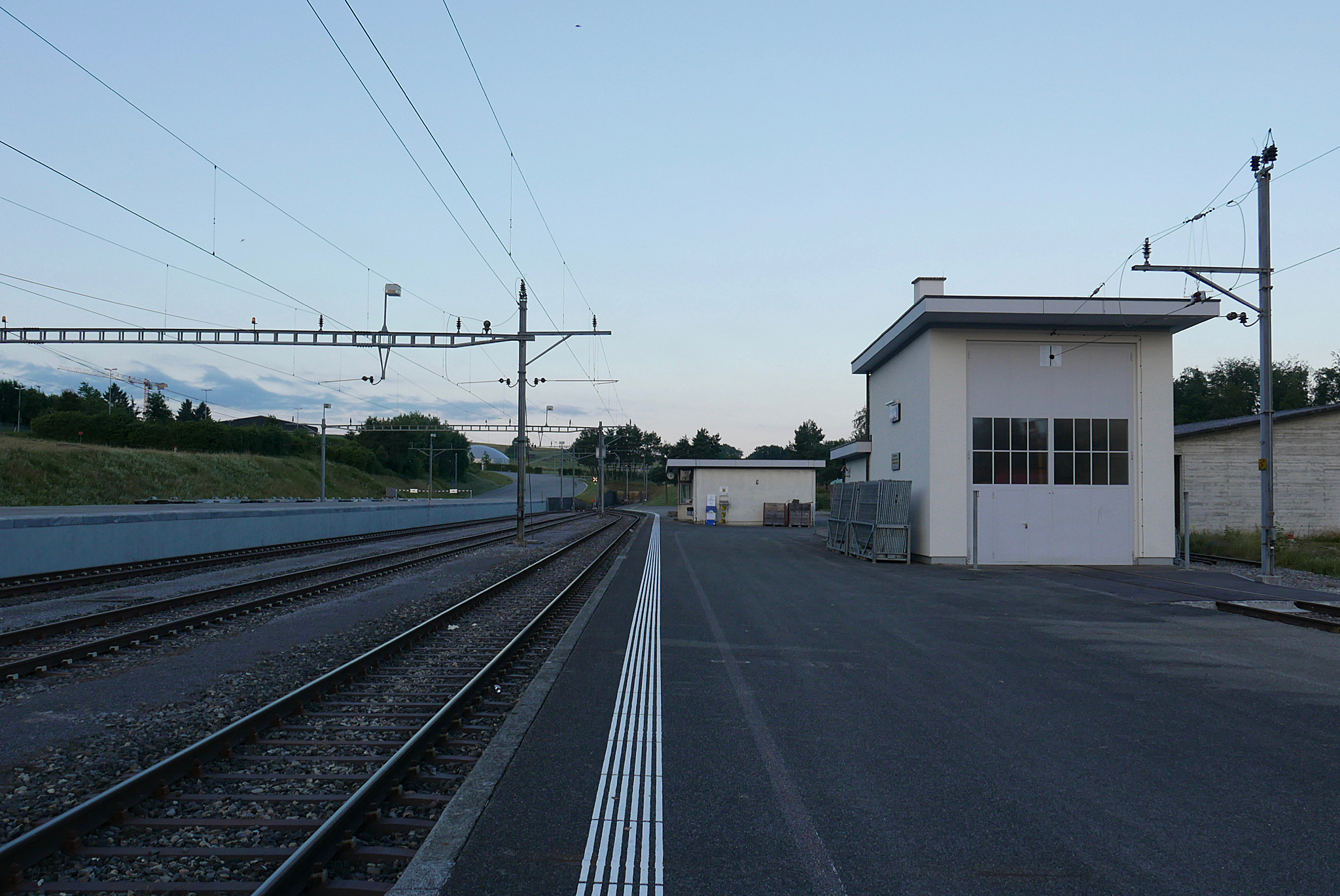
La stazione di Bure

Bure è servito dall'omonima stazione sulla ferrovia Courtemaîche-Bure.

## Amministrazione
Dal 1852 comune politico e comune patriziale sono uniti nella forma del commune mixte.